# 多那太羅
多那太羅（義大利語：Donatello；1386年—1466年12月13日；也译为多纳泰洛），本名多纳托·迪·尼科洛·迪·贝托·巴尔迪（義大利語：Donato di Niccolò di Betto Bardi），佛羅倫斯人，15世紀義大利著名雕刻家，為文藝復興初期寫實主義與復興雕刻的奠基者，對當時及後期文藝復興藝術發展具有深遠影響。

## 生平
早年生平不詳，小時就已學習銅雕，17歲便加入當時著名雕刻家洛倫佐·吉貝爾蒂工作室學習。
中期嘗試將古典風格融入自身的寫實風格，此時與米開羅佐共用工作室，製作了許多大型陵墓或建築物雕像作品。
1443年，多那太羅前往帕多瓦，此時期為其創作規模之顶峰。晚期於1454年返回佛羅倫斯後，因藝術氣氛已改變，多那太羅的自然風格與現行優雅雕琢的風格已不相符合，故1457年只能居於锡耶纳做創作，在聖老楞佐聖殿的兩件銅質浮雕作品即為其晚期的典型作品，可惜至其1459年离开前仍未完成。多纳太罗在1466年在佛羅倫斯去世，被安葬在聖老楞佐聖殿，旁边有美第奇长老科西莫·德·美第奇的坟墓。

## 作品
早期作品《大衛》銅像，即有精巧優雅的風格，並以對寫實風格有所注意。《聖喬治》雕像則清楚展現其實體逼真的動態感。《聖喬治屠龍》浮雕，首創平雕法，雕面很淺，但透過浮雕表面微妙的起伏控制光線陰影的對比，卻能表現出如鑿子作畫般驚人的深度及多變的層次感。
中期作品《希律之宴》銅雕及在建築物背景上所做的浮雕，具有符合透視學的線條。《土魯斯的聖路易》則是較具有古典風格的作品，線條較柔和細膩。而此時期多那太羅的淺浮雕，則顯現出強烈的遠近法；但在《愚者》（Il Zuccone）和《哈巴谷》（Habukkuk）兩項作品中，又恢復至明暗光度對比、線條顫動的形式。而1443-1444年間製作的《大衛》銅像，光線明暗交錯複雜，是其最富古典主義之作，也是文藝復興時期最早的獨立大型裸體雕像。
1443年為安東尼大祭壇製作的《聖母子與聖徒》（The Virgin and Child with Saints）巨型雕像群，是由大理石或銅質混合制作成的一組淺浮雕及獨立雕像，除了有中世紀祭壇的莊嚴虔敬氣氛外，也表達出多那太羅的宗教哲學。而《加塔梅拉塔骑马雕像》為文藝復興時期首次以羅馬人表揚英雄騎馬造型創作的作品，為騎馬雕像的始祖。
而其晚期木雕作品《聖約翰像》及《忏悔的抹大拉》，以深刻表現人物心理為特色，雖然較於嚴厲、複雜艱澀且深沉自省，但其豪放的表現力曾震驚佛羅倫斯。

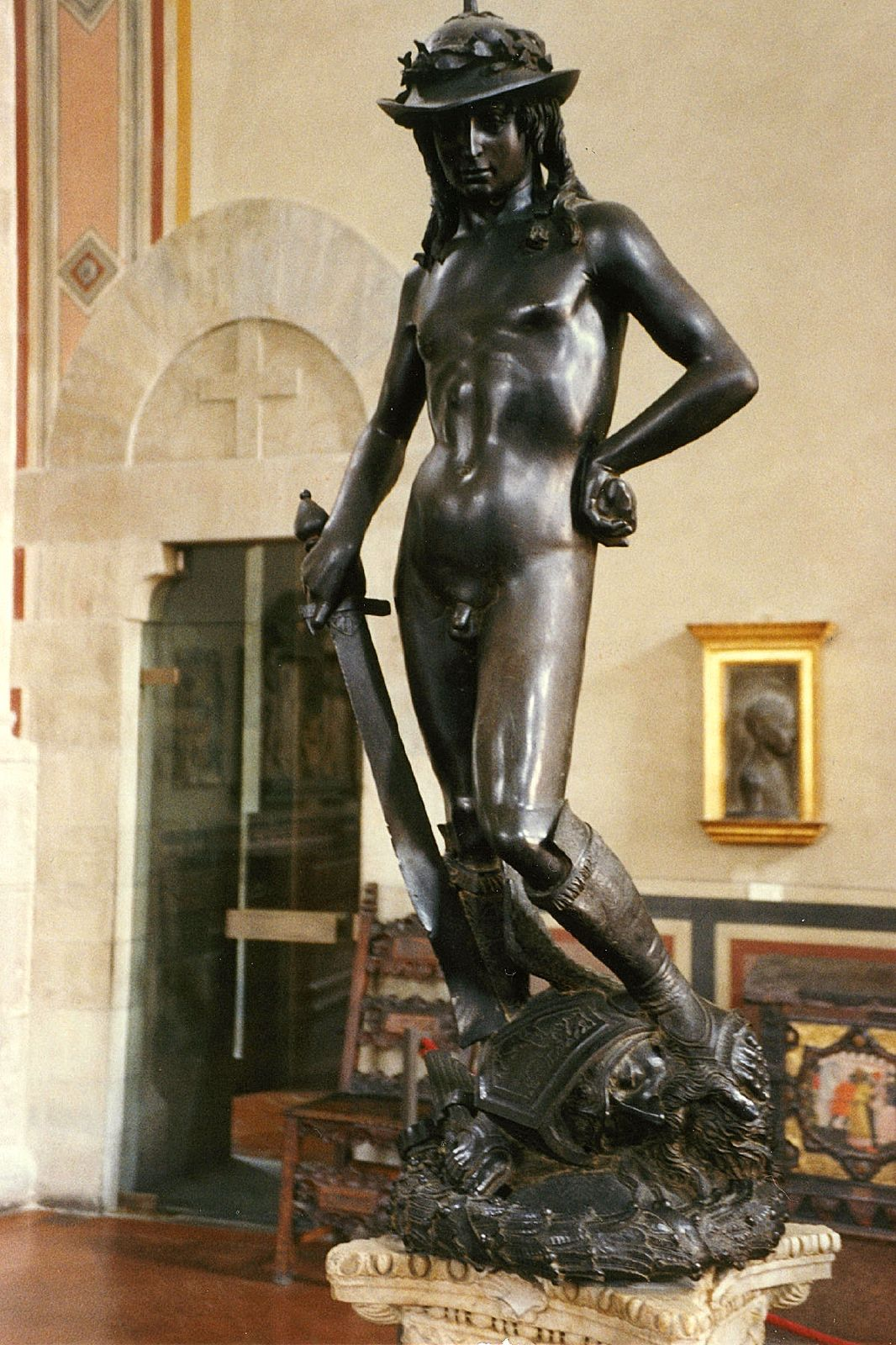
《大卫》，佛罗伦萨巴杰罗美术馆
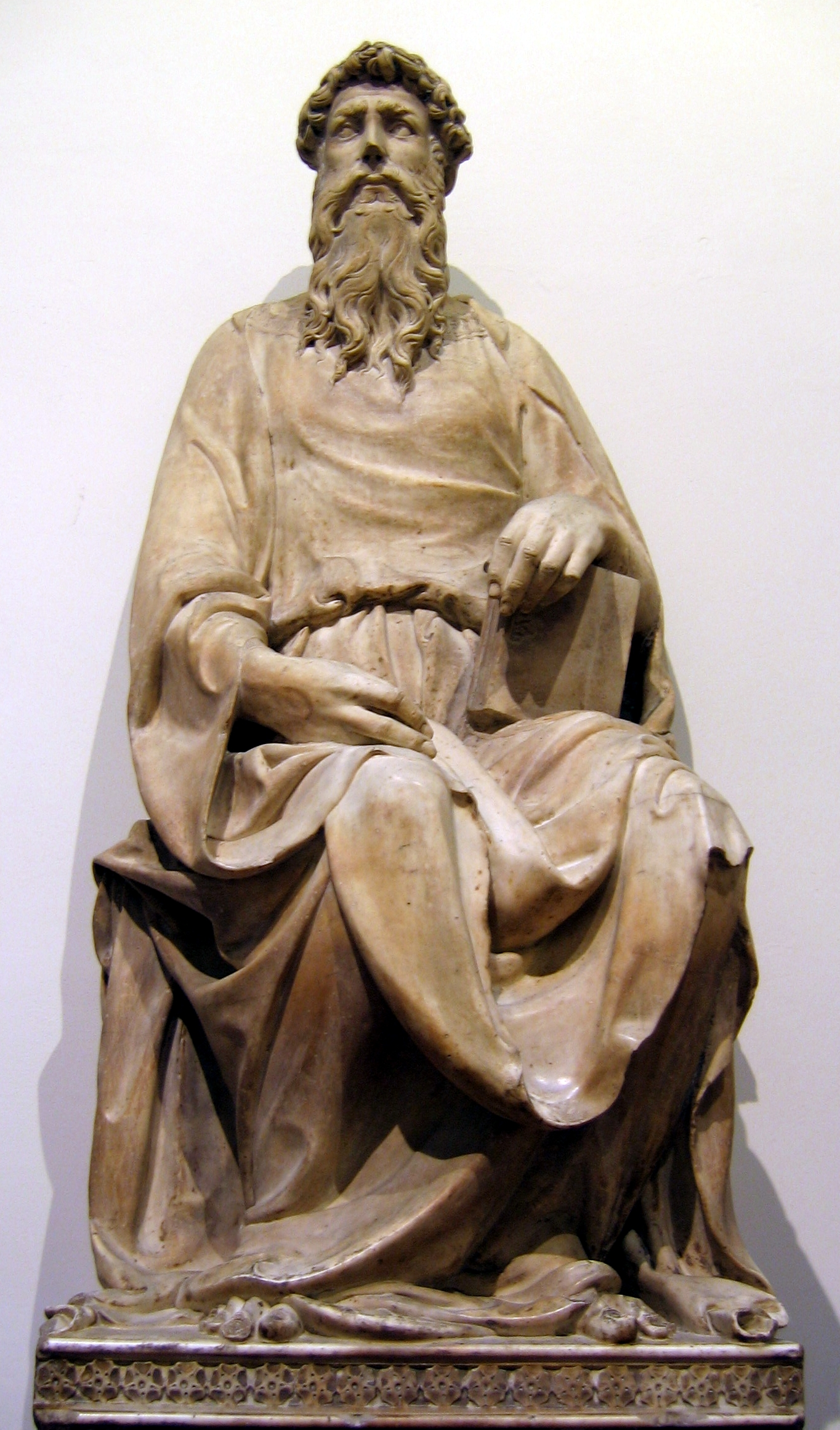
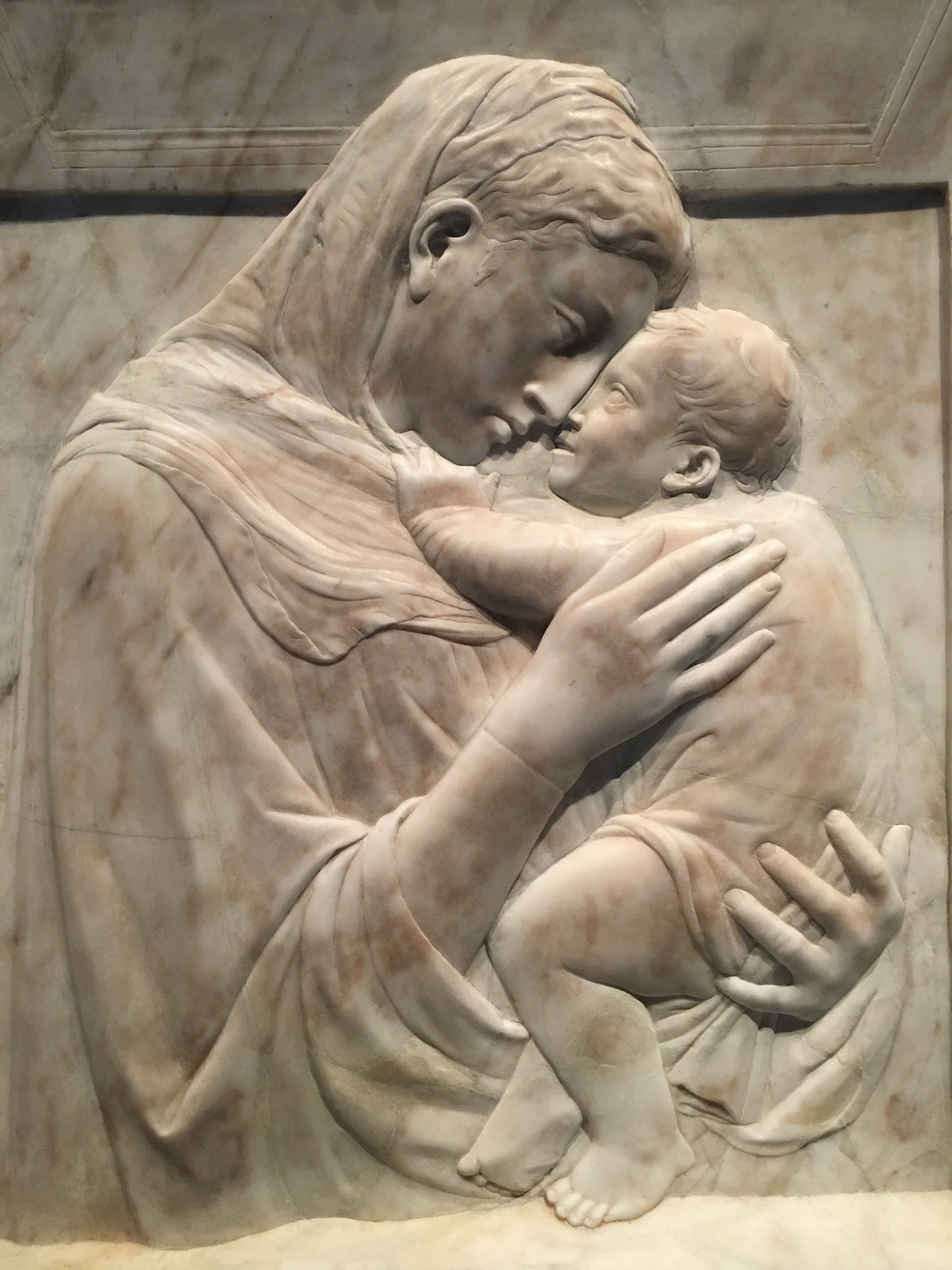
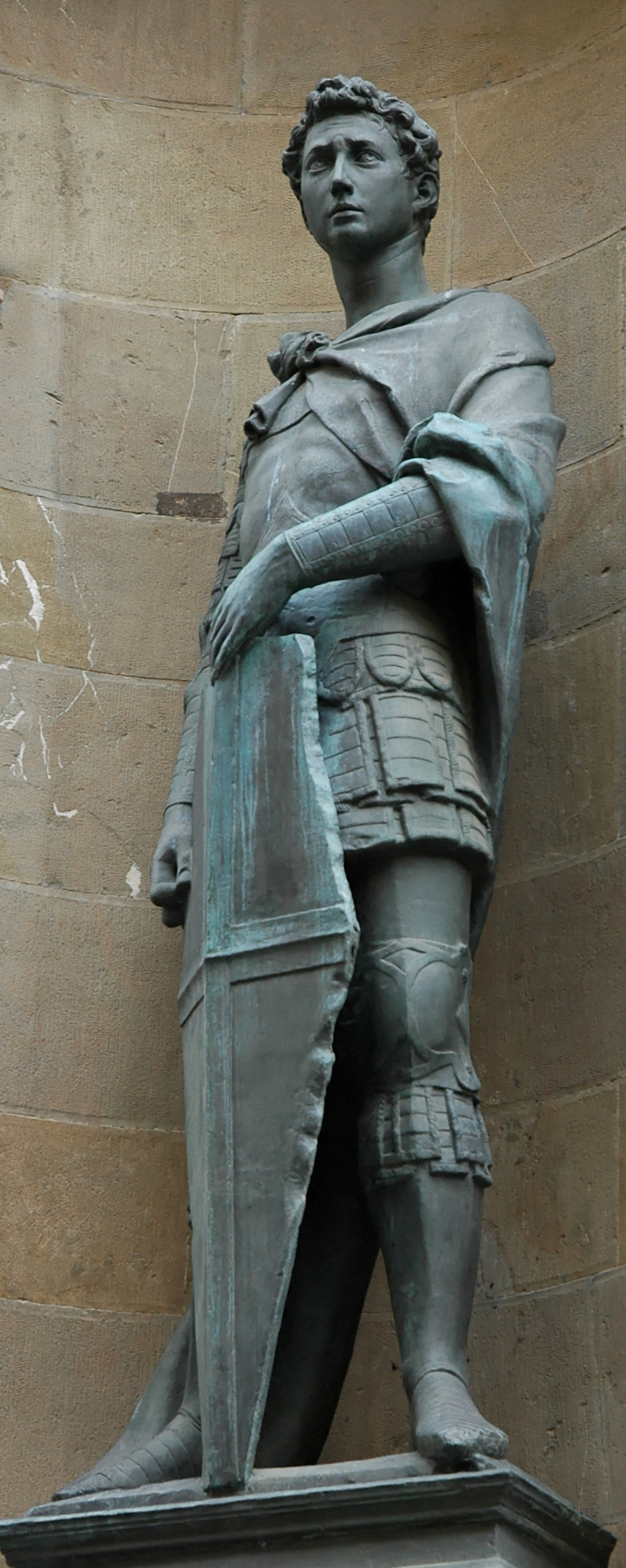
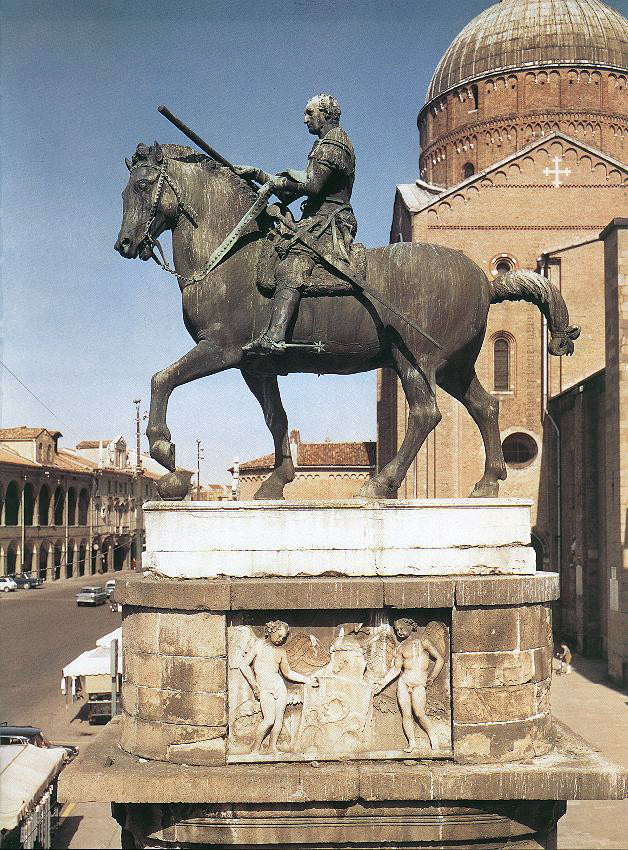
《加塔梅拉塔骑马雕像》，帕多瓦圣安多尼广场
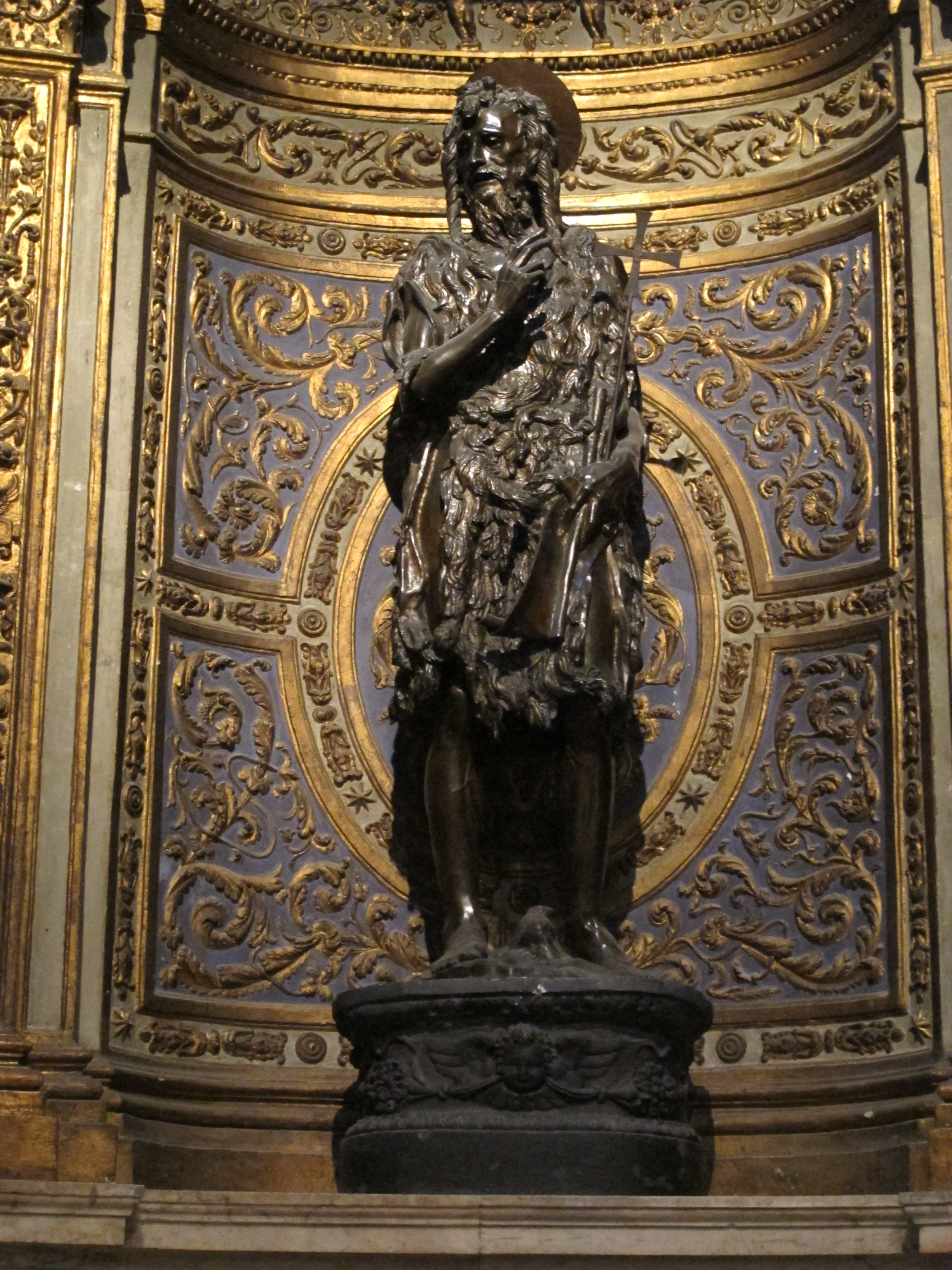
《洗者若翰》，锡耶纳主教座堂
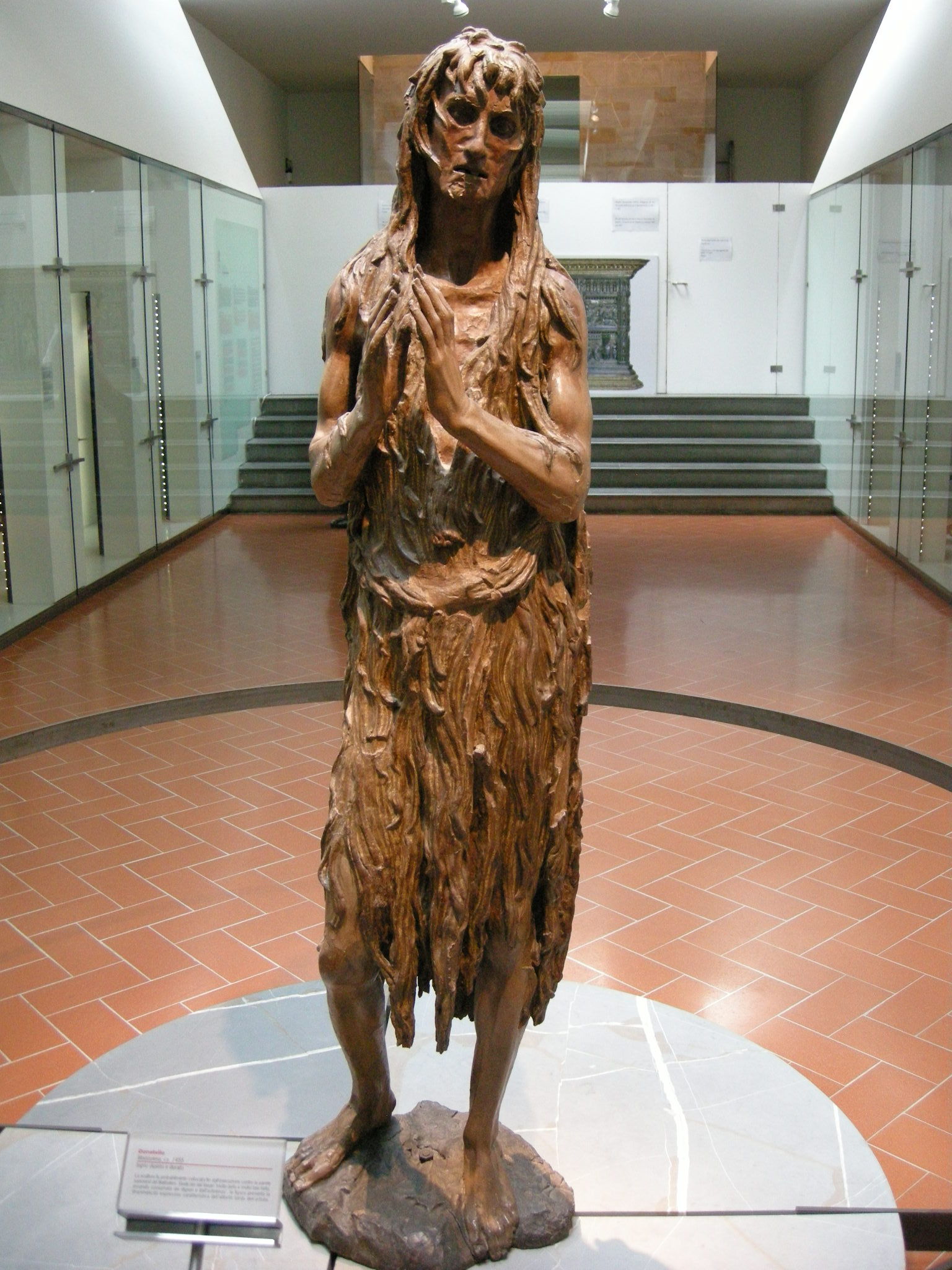
《忏悔的抹大拉》，佛罗伦萨主教座堂博物馆
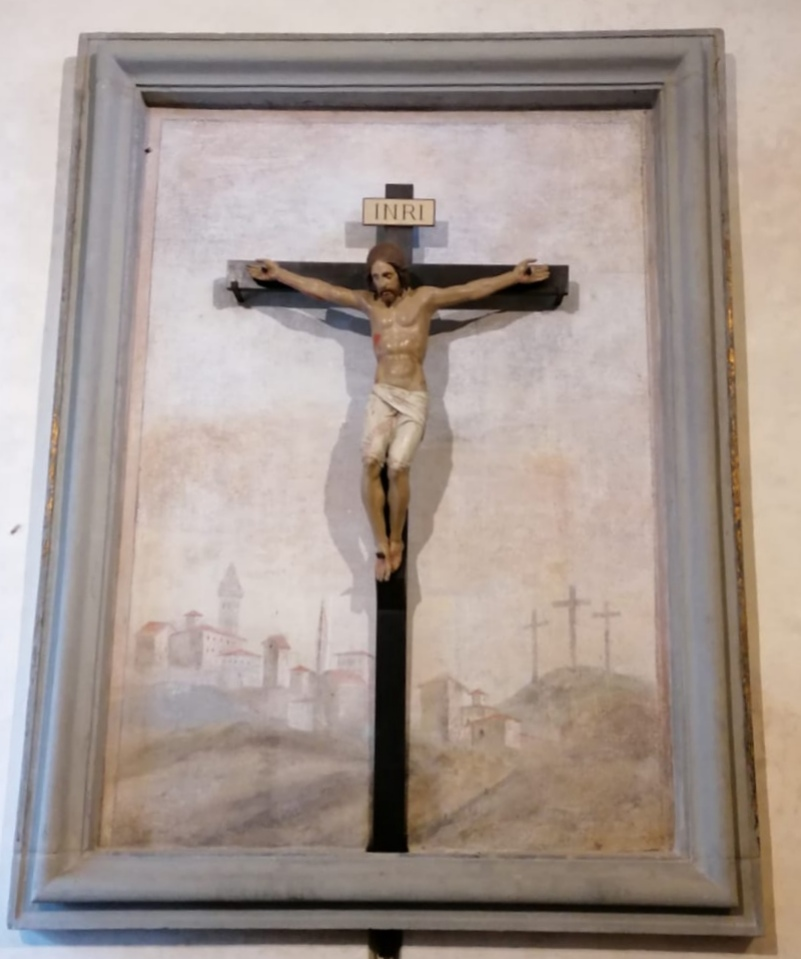
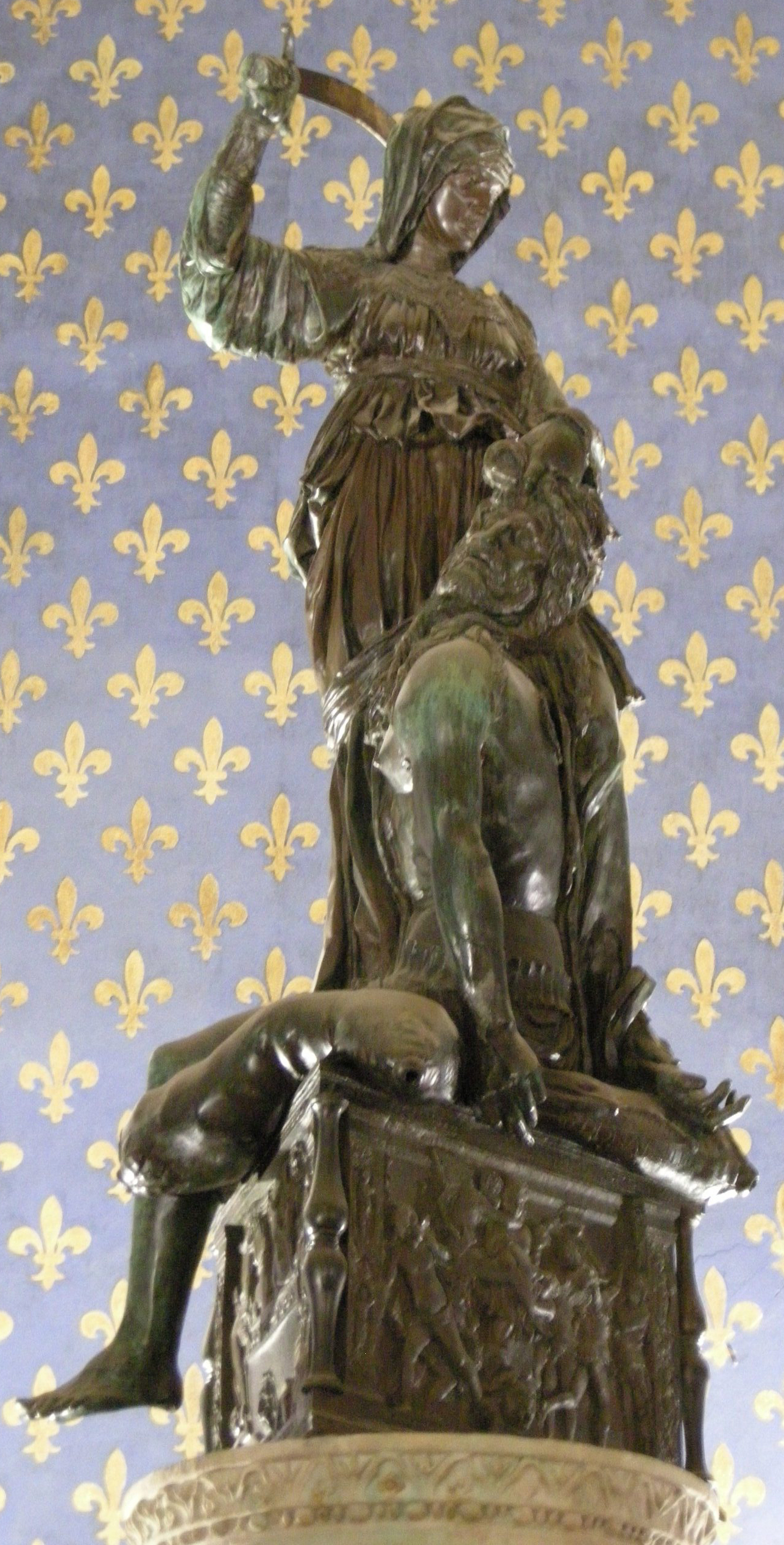
《友第德与何乐弗尼》，佛罗伦萨旧宫

## 流行文化
- 《忍者神龜》動畫和游戲中四位主角之一以多納泰羅命名。